# 一関市立清田小学校
一関市立清田小学校（いちのせきしりつ きよたしょうがっこう）は、岩手県一関市千厩町にあった公立小学校。略称は清小（きよしょう）。
かつては千厩町立清田中学校を併設していた。

## 概要
1875年7月、学制の発布により熊野神社内に開校し、千厩地域の小学校統合計画により2018年を以って閉校した小学校である。開校後しばらくの間、校名に「金田」を冠していたのは、隣接する地区が1875年10月まで金田村だったことに由来している。その後清田村となってからは「清田」の名へ改称し、閉校時まで名乗っていた。千厩町の東部を占める旧清田村域は、廃村後からは「清田地区」と称しており、同地区の全域を学区としていた。
1907年から1929年にかけて、小梨尋常高等小学校（のちの一関市立小梨小学校）の分教場として置かれていたが、南小梨分教場の独立と同時に独立を果たした。
校名は8回変更しており、3回の移転を経ている。1985年に現在地へ移転するまでは、清田字落合3番地（現：清田字落合2）に校舎を構えていた。当地ではかつて、進学先の中学校「千厩町立清田中学校」を併設していたものの、2代目千厩中学校への統合により16年間の併設に終わった。跡地はのちに町民テニスコート（現：清田テニスコート）が整備されたことにより、2000年時点では校舎や校庭を含めた大部分は残っていない。

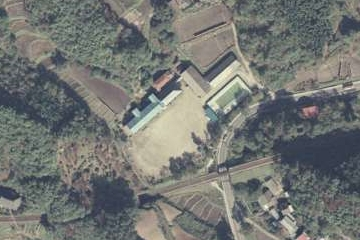
移転前の空中写真（1977年10月）。
。

児童数は、記録が残る中では1945年度の274人をピークに減少傾向にあった。その後1994年度に100人を割ったが、2000年代以降は40人前後で推移しほぼ横ばいの状態を維持していた。児童数の低迷を受け2000年度からは複式学級を設置し、閉校時まで解消することは無かった。
地域との関わり
学区内で長らく継承されていた郷土芸能「田植え踊り」の伝承活動に取り組んでいた。1974年頃に、高学年の有志らが清水馬場田植え踊り保存会から指導を受けたのが発端となり、1976年から高学年全員での伝承活動が始まった。近年では指導者の減少を受け、毎年12月になると6年生が3-5年生に振り付けなどの動作を教えていた。年ノ始・朝ハカ・アレミロ・おいとまの4演目を演じていた。活動を開始してからは運動会と千厩夏まつりでは毎年、小梨地区民祭では隔年で披露していた。
なかよし花壇

2001年、校庭南側の斜面（プール前）に設置した学校花壇「なかよし花壇」は、横幅約50メートル・3段構成の大規模なものだった。花壇は児童・職員のほかPTAや地区民が手入れを行い、毎年数千本の花が咲き誇っていた。設置後は「花いっぱいコンクール」で最優秀賞や優秀賞を何度も獲得し、2016年には同コンクールの8年連続受賞を果たした。

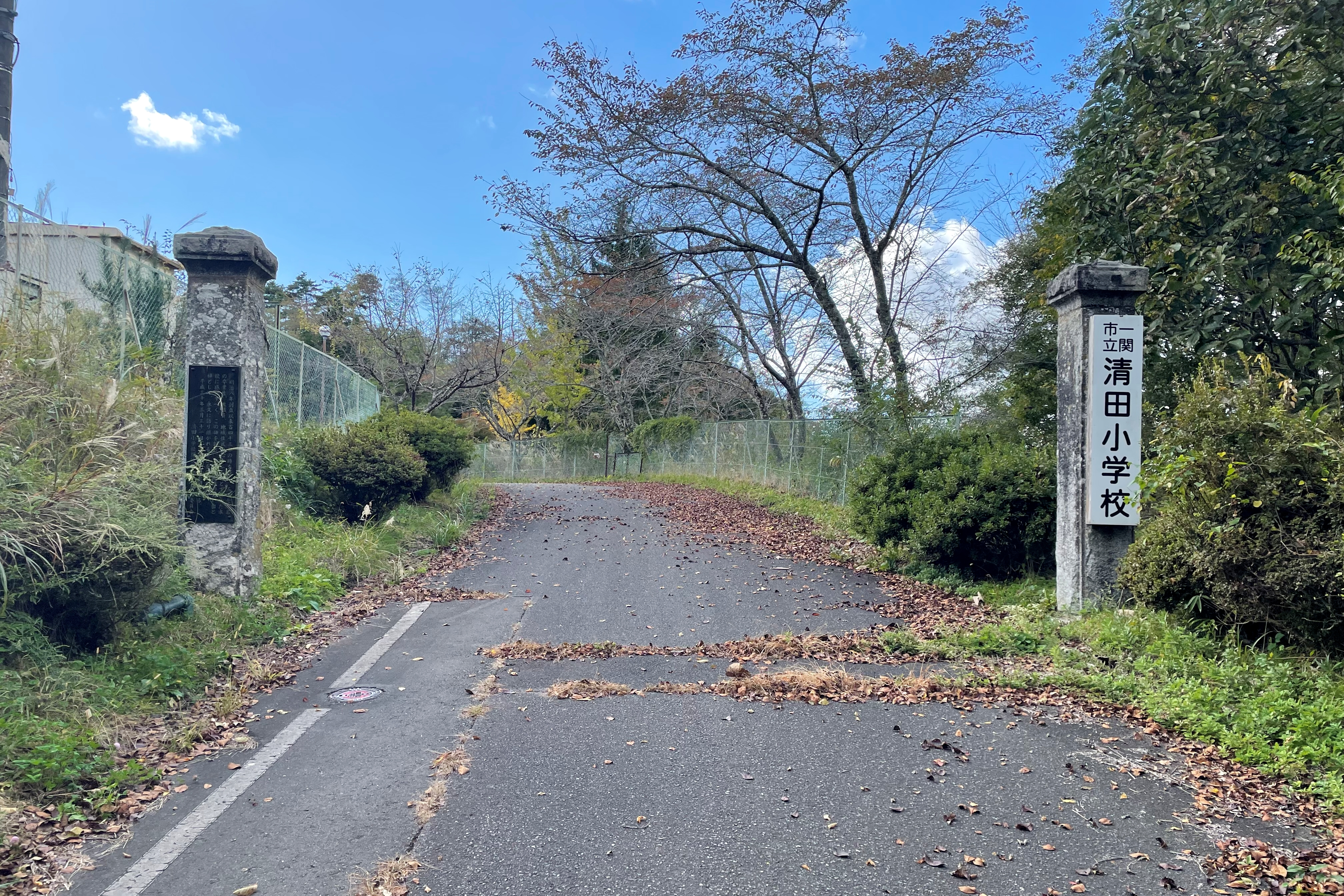
校門（2023年10月）

## 沿革
開校当初、清田地区には清水馬場村・熊田倉村・金田村の3村があった。当校の起源にあたる金田小学校は、金田村ではなく熊田倉村の熊野神社（清田字内野97）に置いていた。1907年には同村（小梨村）内に構えていた小梨尋常高等小学校の分校となり、1917年に一度目の移転を行い木造平屋建て校舎での授業が始まった。1929年に再び独立校として出発を果たし、終戦後の1947年には学校教育法が施行され、校名を小梨村立清田小学校へ改称したのと同時に清田中学校を併設した。中学校の独立校舎が東隣に落成するまでは、特別教室棟の一階部分を割り当てていた。
1985年、校舎をはじめとした施設の老朽化や狭い校庭の拡張が困難なことから、東へ約1km進んだ高台に二度目の移転を行い、同年に落成した新校舎での授業が始まった。新校舎は真上から見ると「く」の字形となっており、全体的にゆとりを持たせた設計が施された。各部屋は機能別に3つのブロック（普通ブロック・特別ブロック・管理ブロック）に分けて配置し、多目的ホールを中央に設けた。その後体育館やプールが順次落成し、1996年には校舎前の森林を学校林「児楽の森」に制定した。児楽の森の名称は、旧校庭脇の学校園「児楽園」が由来となっており現在もテニスコート脇に残っている。1990年代中盤からは、当校スポーツ少年団の活躍を含め数々の場面で功績を残した。
2000年代に入ってからは、当校含めた千厩地域各校の少子化や過疎化による児童数の減少や、それに伴って生じた複式学級設置の常態化が問題視されたことを踏まえ、2011年度から統合を視野に入れた議論が始まった。議論を重ねた結果、市教育委員会が2014年に「千厩地域の小学校の規模適正化に関する基本方針」を策定し、千厩地域の小学校（千厩・小梨・奥玉・磐清水・清田）を1校に統合することが決定した。統合時期が2018年に定まってからは、閉校記念事業を行ったり被統合校同士での交流を重ねた。
2018年3月末を以って新制「一関市立千厩小学校」への統合に伴い143年の歴史に幕を閉じ、延べ5,200人余りの児童を送り出した。

### 年表

#### 独立以前
- 1875年（明治8年）7月16日 - 金田小学校として熊野神社（榊澤家）に開校[8][2][18][3]。
- 1887年（明治20年）4月1日 -「清田尋常小学校」に改称[8][22]。
- 1907年（明治40年）3月31日 - 小梨尋常高等小学校へ統合され、「小梨尋常高等小学校清田分校[6]」に改称（移行）[8]。
- 1908年（明治41年）4月 -「小梨尋常高等小学校清田分教場」に改称[6]。
- 1917年（大正6年）10月17日 - 千厩町清田字落合3[7]に校舎を落成し、移転[注 3][8]。
- 1929年（昭和4年）3月2日 - 2教室分を増築[8]。

#### 独立以降
- 1929年（昭和4年）3月31日 -「清田尋常小学校」として本校から独立[8][3]。
- 1941年（昭和16年）4月1日 - 国民学校令施行に伴い、「清田国民学校」に改称[8]。
- 1944年（昭和19年）5月25日 - 講堂を落成[8]。
- 1945年（昭和20年）4月1日 - 高等科を併設[8]。
- 1947年（昭和22年）4月1日 - 学校教育法施行に伴い、「小梨村立清田小学校」に改称[8]。進学先の小梨村立小梨中学校清田校舎（のちの清田中学校）を併設[10]。
- 1949年（昭和24年）11月3日 - 児楽園（学校園）を設置[8]。
- 1953年（昭和28年）3月14日 - 校庭を拡張[8]。
- 1954年（昭和29年）7月27日 - 2階建ての新校舎を落成（6教室分）[8]。
- 1955年（昭和30年）12月1日 - 汁物給食の提供開始[18]。
- 1956年（昭和31年）9月30日 - 町村合併に伴い、所在地が千厩町清田となり「千厩町立」に改称[8]。
- 1958年（昭和33年）11月25日 - 学校緑化コンクールにて受賞「第1位」[8]。
- 1959年（昭和34年）3月31日 - 観察池を設置[8]。
- 1969年（昭和44年）3月19日 - 校章を制定[21]。
- 1972年（昭和47年）11月18日 - 校歌（作詞：校歌制定委員会、作曲：木村悌郎）を制定[8][23]。
- 1974年（昭和49年）頃 - 郷土芸能「田植え踊り」の伝承活動を開始[14]。
- 1975年（昭和50年）5月1日 - 千厩町学校給食センターの落成に伴い、完全給食の提供開始[9][8]。
- 1976年（昭和51年）7月23日 - プールを落成[8]。
- 1983年（昭和58年）6月30日 - 新校舎の用地を造成[8][19]。
- 1984年（昭和59年）8月11日 - 新校舎起工式を挙行[8]。
- 1985年（昭和60年）
  - 5月30日 - 現在地に新校舎を落成[8][3]。
  - 7月1日 - 新校舎での授業を開始[19]。
- 1986年（昭和61年）
  - 11月20日 - 体育館を落成[8]。
  - 12月13日 - 校舎・体育館の落成式を挙行[24]。
- 1992年（平成4年）8月29日 - 新プールを落成し、竣工式を挙行[25]。
- 1995年（平成7年）8月7日 - 第9回全日本小学生男女ソフトボール大会「ベスト8」[8]。
- 1996年（平成8年）
  - 5月24日 - 児楽の森（学校林）を制定。花壇を設置[8]。
  - 8月13日 - 第10回全日本小学生男女ソフトボール大会「第3位」[8][9]。
  - 8月31日 - 創立120周年記念事業として、観察池を設置[8]。
- 1997年（平成9年）8月10日 - 第11回全日本小学生ソフトボール大会「ベスト16」[8]。
- 1998年（平成10年）8月10日 - 第12回全日本小学生女子ソフトボール大会に出場[8]。
- 1999年（平成11年）8月7日 - 第13回全日本小学生女子ソフトボール大会に出場[8]。
- 2000年（平成12年）12月 - 全国小学生バドミントン大会に出場[8]。
- 2001年（平成13年）
  - 6月3日 - 学校花壇「なかよし花壇」を設置[8][15]。
  - 8月 - 第15回全日本小学生女子ソフトボール大会に出場[8]。
- 2002年（平成14年）1月 - 第10回全日本小学生バドミントン大会に出場[8]。
- 2003年（平成15年）
  - 1月 - 第11回全日本小学生バドミントン大会に出場[8]。
  - 12月 - 第12回全日本小学生バドミントン大会に出場[8]。
- 2005年（平成17年）
  - 8月 - 全日本小学生男女ソフトボール大会に出場[8]。
  - 9月20日 - 市町村合併に伴い、所在地が一関市千厩町清田となり「一関市立」に改称[8]。
- 2007年（平成19年）1月 - 第15回全国バドミントン選手権に出場[8]。
- 2010年（平成22年）9月16日 - 学校保健委員会を設置[8]。
- 2011年（平成23年）3月11日 - 東北地方太平洋沖地震により校舎が被災[26]。
- 2018年（平成30年）
  - 3月17日 - 閉校式を挙行[3]。閉校記念プレートを校門に設置[17]。
  - 3月31日 - 千厩地域の全小学校統合に伴い、閉校[27]。

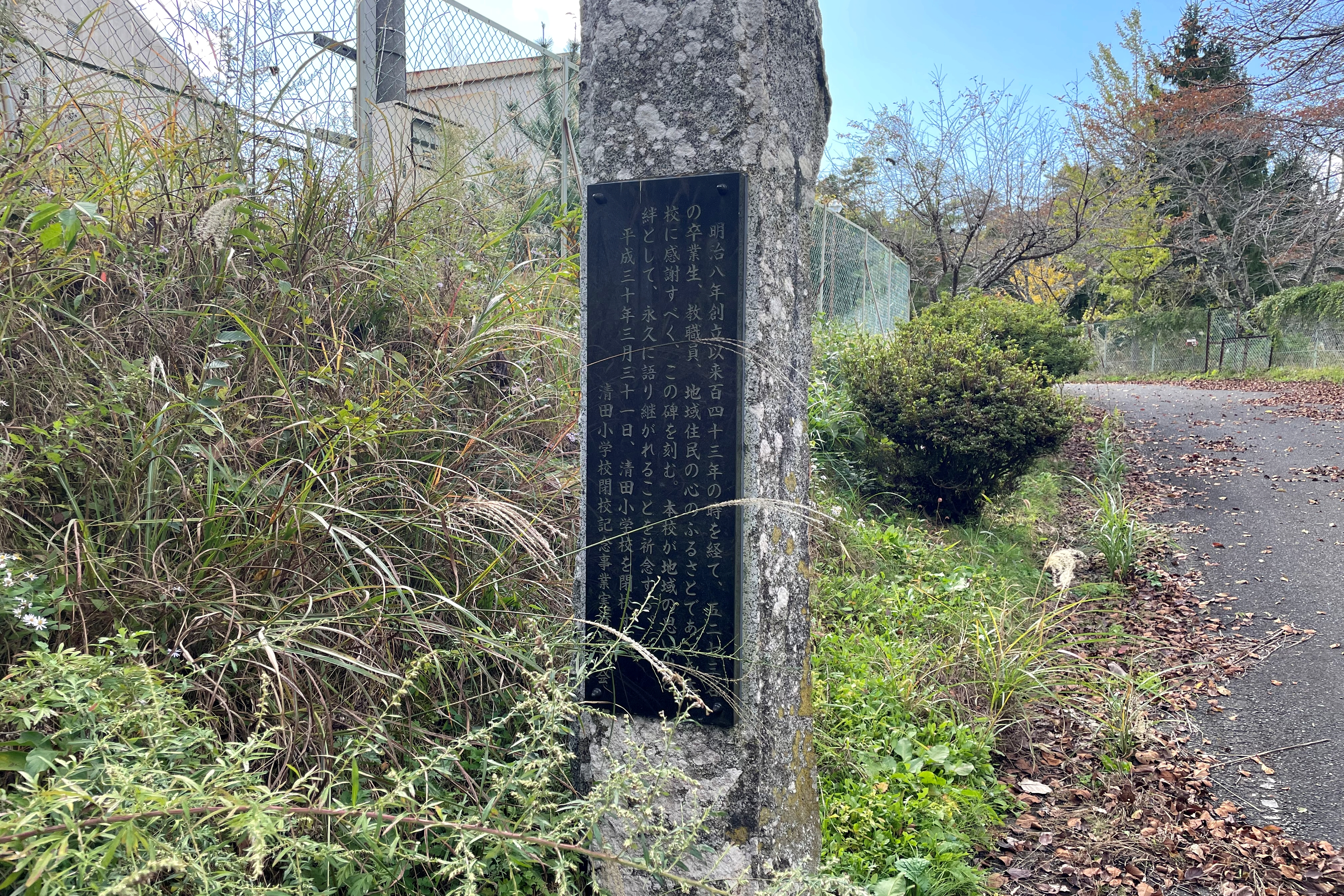
閉校記念プレート（2023年10月）

## 学校目標
- よく考える子（知）
- 仲良く助け合う子（徳）
- 明るく元気な子（体）

出典：

## 学校活動
主な学校活動（行事）を掲載。
1学期
- 4月 - 紹介式、始業式、入学式、1年生を迎える会
- 5月 - 運動会
- 6月 - プール開き、修学旅行（6年生）、青少年劇場
- 7月 - 終業式（夏休み）

2学期
- 8月 - 始業式
- 9月 - 見学学習（1-4年生）、宿泊学習、祖父母交流会、一関地方小学校陸上競技大会
- 10月 - 学習発表会
- 11月 - ロードレース大会、図書祭り
- 12月 - 終業式（冬休み）

3学期
- 1月 - 始業式、スケート学習
- 2月 - 6年生を送る会
- 3月 - 修了式、卒業式（春休み）

## 付属施設
主な施設を掲載。
- 体育館（739 m2[1]） - 鉄骨造平屋建て[24]
- 校庭（7,360 m2[1]）
- プール（25m・6コース[25]）
- 児楽の森（学校林）
- なかよし花壇（学校花壇）
- 観察池

閉校時まで利用された校舎は、鉄筋コンクリート造2階建てとなっており現在地への移転に伴い落成した。1985年の落成で、千厩地域内の小学校では最も新しかった。

## 児童・学級数
1929年度以降の児童数と学級数の推移。1958年度から1960年度、1962年度から1986年度、1990年度から1992年度、1994年度以降は毎年度掲載。
| 年度                                                  | 児童数  | 増減 | 学級数 | 増減 | 出典   | 備考             |
| ----------------------------------------------------- | ------- | ---- | ------ | ---- | ------ | ---------------- |
| 1929（昭和4）年度                                     | 187     |      | 不明   | 不明 | [ 8 ]  | 小梨小から独立   |
| 1941（昭和16）年度                                    | 228     | 41   | 不明   | 不明 | [ 8 ]  |                  |
| 1944（昭和19）年度                                    | 230     | 2    | 不明   | 不明 | [ 8 ]  |                  |
| 1945（昭和20）年度                                    | 274     | 44   | 不明   | 不明 | [ 8 ]  | 高等科設置       |
| 1947（昭和22）年度                                    | 225     | －49 | 不明   | 不明 | [ 8 ]  |                  |
| 1949（昭和24）年度                                    | 235     | 10   | 不明   | 不明 | [ 8 ]  |                  |
| 1952（昭和27）年度                                    | 229     | －6  | 不明   | 不明 | [ 8 ]  |                  |
| 1954（昭和29）年度                                    | 233     | 4    | 不明   | 不明 | [ 8 ]  |                  |
| 1956（昭和31）年度                                    | 240     | 7    | 不明   | 不明 | [ 8 ]  |                  |
| 1958（昭和33）年度                                    | 255     | 15   | 不明   | 不明 | [ 8 ]  |                  |
| 1959（昭和34）年度                                    | 260     | 5    | 不明   | 不明 | [ 8 ]  |                  |
| 1960（昭和35）年度                                    | 258     | －2  | 不明   | 不明 | [ 8 ]  |                  |
| 1962（昭和37）年度                                    | 242     | －16 | 6      |      | [ 30 ] |                  |
| 1963（昭和38）年度                                    | 232     | －10 | 6      | 0    | [ 31 ] |                  |
| 1964（昭和39）年度                                    | 218     | －14 | 6      | 0    | [ 32 ] |                  |
| 1965（昭和40）年度                                    | 188     | －30 | 6      | 0    | [ 33 ] |                  |
| 1966（昭和41）年度                                    | 182     | －6  | 6      | 0    | [ 34 ] |                  |
| 1967（昭和42）年度                                    | 175     | －7  | 6      | 0    | [ 35 ] |                  |
| 1968（昭和43）年度                                    | 154     | －21 | 6      | 0    | [ 36 ] |                  |
| 1969（昭和44）年度                                    | 143     | －11 | 6      | 0    | [ 37 ] |                  |
| 1970（昭和45）年度                                    | 137     | －6  | 6      | 0    | [ 38 ] |                  |
| 1971（昭和46）年度                                    | 132     | －5  | 6      | 0    | [ 39 ] |                  |
| 1972（昭和47）年度                                    | 123     | －9  | 不明   | 不明 | [ 40 ] |                  |
| 1973（昭和48）年度                                    | 104     | －19 | 6      | 0    | [ 41 ] |                  |
| 1974（昭和49）年度                                    | 106     | 2    | 6      | 0    | [ 42 ] |                  |
| 1975（昭和50）年度                                    | 99      | －7  | 6      | 0    | [ 43 ] |                  |
| 1976（昭和51）年度                                    | 91      | －8  | 6      | 0    | [ 44 ] |                  |
| 1977（昭和52）年度                                    | 86      | －5  | 6      | 0    | [ 45 ] |                  |
| 1978（昭和53）年度                                    | 80      | －6  | 6      | 0    | [ 46 ] |                  |
| 1979（昭和54）年度                                    | 87      | 7    | 6      | 0    | [ 47 ] |                  |
| 1980（昭和55）年度                                    | 92      | 5    | 6      | 0    | [ 48 ] |                  |
| 1981（昭和56）年度                                    | 97      | 5    | 6      | 0    | [ 49 ] |                  |
| 1982（昭和57）年度                                    | 102     | 5    | 6      | 0    | [ 50 ] |                  |
| 1983（昭和58）年度                                    | 106     | 4    | 6      | 0    | [ 51 ] |                  |
| 1984（昭和59）年度                                    | 116     | 10   | 6      | 0    | [ 52 ] |                  |
| 1985（昭和60）年度                                    | 118     | 2    | 6      | 0    | [ 19 ] |                  |
| 1986（昭和61）年度                                    | 113     | －5  | 不明   | 不明 | [ 8 ]  |                  |
| 1988（昭和63）年度                                    | 107     | －6  | 不明   | 不明 | [ 8 ]  |                  |
| 1990（平成2）年度                                     | 96      | －11 | 不明   | 不明 | [ 8 ]  |                  |
| 1991（平成3）年度                                     | 91      | －5  | 不明   | 不明 | [ 8 ]  |                  |
| 1992（平成4）年度                                     | 105     | 14   | 不明   | 不明 | [ 8 ]  |                  |
| 1994（平成6）年度                                     | 89      | －16 | 不明   | 不明 | [ 8 ]  |                  |
| 1995（平成7）年度                                     | 84      | －5  | 不明   | 不明 | [ 8 ]  |                  |
| 1996（平成8）年度                                     | 79      | －5  | 不明   | 不明 | [ 8 ]  |                  |
| 1997（平成9）年度                                     | 70      | －9  | 不明   | 不明 | [ 8 ]  |                  |
| 1998（平成10）年度                                    | 64      | －6  | 不明   | 不明 | [ 8 ]  |                  |
| 1999（平成11）年度                                    | 53      | －11 | 不明   | 不明 | [ 8 ]  |                  |
| 2000（平成12）年度                                    | 53      | 0    | 5      | －1  | [ 53 ] | 複式学級設置     |
| 2001（平成13）年度                                    | 55      | 2    | 5      | 0    | [ 54 ] |                  |
| 2002（平成14）年度                                    | 46      | －9  | 4      | －1  | [ 55 ] | 新入生なし       |
| 2003（平成15）年度                                    | 48      | 2    | 4      | 0    | [ 56 ] |                  |
| 2004（平成16）年度                                    | 42      | －6  | 5      | 1    | [ 57 ] |                  |
| 2005（平成17）年度                                    | 45      | 3    | 4      | －1  | [ 58 ] |                  |
| 2006（平成18）年度                                    | 41      | －4  | 4      | 0    | [ 59 ] |                  |
| 2007（平成19）年度                                    | 37      | －4  | 4      | 0    | [ 60 ] |                  |
| 2008（平成20）年度                                    | 45      | 8    | 4      | 0    | [ 61 ] |                  |
| 2009（平成21）年度                                    | 42（2） | －3  | 5（1） | 1    | [ 62 ] | 特別支援学級設置 |
| 2010（平成22）年度                                    | 44（3） | 2    | 5（1） | 0    | [ 63 ] |                  |
| 2011（平成23）年度                                    | 43（2） | －1  | 5（1） | 0    | [ 64 ] |                  |
| 2012（平成24）年度                                    | 40（2） | －3  | 5（1） | 0    | [ 11 ] |                  |
| 2013（平成25）年度                                    | 44（3） | 4    | 5（1） | 0    | [ 11 ] |                  |
| 2014（平成26）年度                                    | 39（2） | －5  | 5（1） | 0    | [ 11 ] |                  |
| 2015（平成27）年度                                    | 39（1） | 0    | 5（1） | 0    | [ 11 ] |                  |
| 2016（平成28）年度                                    | 39      | 0    | 4      | －1  | [ 11 ] |                  |
| 2017（平成29）年度                                    | 39      | 0    | 4      | 0    | [ 11 ] | 閉校             |
| ※児童数・学級数内の括弧は特別支援児童・学級数（内数） |         |      |        |      |        |                  |

## 学区
- 一関市千厩町（旧：東磐井郡千厩町）
  - 清田

出典：

## 進学先の中学校
- 千厩町立清田中学校（千厩町清田） - 1947年度から1962年度
- 一関市立千厩中学校（千厩町千厩） - 1963年度以降[5]

## アクセス
国道284号沿い、清田字境の高台に位置していた。

### 鉄道
- 小梨駅（JR東日本・大船渡線）から車で約2分、徒歩で約7分

### バス
- 「小梨駅前」バス停（岩手県交通）から徒歩で約4分

### 自動車
- 花の駅せんまや（千厩町清田字落合）から国道284号と市道経由で約2分

## 周辺
- 国道284号
- 小梨駅
- 花の駅せんまや

## 出身者
- 藤野遥香 - 元ソフトボール選手